# Valentín Vidal
Valentín Antonio Vidal Tapia (Santiago, Chile; 12 de mayo de 2004) es un futbolista profesional chileno, se desempeña como defensa y juega en Unión Española de la Primera División de Chile.
El 5 de diciembre de 2024, fue denunciado por presunto abuso sexual y presunta violación hacia una menor de 13 años.

## Selección nacional

### Selecciones menores
Fue convocado por el entrenador Nicolás Córdova para disputar el Torneo Preolímpico Sudamericano Sub-23 de 2024, que se realizó en Venezuela, siendo titular los 4 partidos que disputó Chile en la primera fase, siendo eliminados en el tercer lugar con 6 puntos.

#### Participaciones en Preolímpicos
| Competición                             | Sede      | Resultado    | Partidos | Goles | Asist. |
| --------------------------------------- | --------- | ------------ | -------- | ----- | ------ |
| Preolímpico Sudamericano Sub-23 de 2024 | Venezuela | Primera fase | 4        | 0     | 0      |

#### Detalles de partidos
| Partidos internacionales con Selección Chilena Sub-23 | Partidos internacionales con Selección Chilena Sub-23 | Partidos internacionales con Selección Chilena Sub-23 | Partidos internacionales con Selección Chilena Sub-23 | Partidos internacionales con Selección Chilena Sub-23 | Partidos internacionales con Selección Chilena Sub-23 | Partidos internacionales con Selección Chilena Sub-23 | Partidos internacionales con Selección Chilena Sub-23 | Partidos internacionales con Selección Chilena Sub-23 |
| N.º                                                   | Fecha                                                 | Estadio                                               | Local                                                 | Resultado                                             | Visitante                                             | Goles                                                 | Asist.                                                | Competición                                           |
| ----------------------------------------------------- | ----------------------------------------------------- | ----------------------------------------------------- | ----------------------------------------------------- | ----------------------------------------------------- | ----------------------------------------------------- | ----------------------------------------------------- | ----------------------------------------------------- | ----------------------------------------------------- |
| 1                                                     | 21 de enero de 2024                                   | Polideportivo Misael Delgado, Valencia                | Perú                                                  | 1-0                                                   | Chile                                                 |                                                       |                                                       | Preolímpico Sudamericano Sub-23 de 2024               |
| 2                                                     | 27 de enero de 2024                                   | Polideportivo Misael Delgado, Valencia                | Uruguay                                               | 0-1                                                   | Chile                                                 |                                                       |                                                       | Preolímpico Sudamericano Sub-23 de 2024               |
| 3                                                     | 30 de enero de 2024                                   | Polideportivo Misael Delgado, Valencia                | Chile                                                 | 0-5                                                   | Argentina                                             |                                                       |                                                       | Preolímpico Sudamericano Sub-23 de 2024               |
| 4                                                     | 2 de febrero de 2024                                  | Estadio Brígido Iriarte, Caracas                      | Chile                                                 | 2-1                                                   | Paraguay                                              |                                                       |                                                       | Preolímpico Sudamericano Sub-23 de 2024               |
| Total                                                 | Total                                                 | Total                                                 | Presencias                                            | 4                                                     | Goles                                                 | 0                                                     | 0                                                     |                                                       |

## Estadísticas
| Club                   | Div.             | Temporada        | Liga  | Liga  | Copas Nacionales | Copas Nacionales | Torneos Internacionales | Torneos Internacionales | Total | Total |
| Club                   | Div.             | Temporada        | Part. | Goles | Part.            | Goles            | Part.                   | Goles                   | Part. | Goles |
| ---------------------- | ---------------- | ---------------- | ----- | ----- | ---------------- | ---------------- | ----------------------- | ----------------------- | ----- | ----- |
| Unión Española · Chile | 1ª               | 2022             | 4     | 0     | 1                | 0                | —                       | —                       | 5     | 0     |
| Unión Española · Chile | 1ª               | 2023             | 20    | 0     | 3                | 0                | —                       | —                       | 23    | 0     |
| Unión Española · Chile | 1ª               | 2024             | 16    | 1     | 4                | 0                | —                       | —                       | 20    | 1     |
| Unión Española · Chile | Total club       | Total club       | 40    | 1     | 8                | 0                | 0                       | 0                       | 48    | 1     |
| Total en carrera       | Total en carrera | Total en carrera | 40    | 1     | 8                | 0                | 0                       | 0                       | 48    | 1     |
| 1. 2.                  |                  |                  |       |       |                  |                  |                         |                         |       |       |

## Vida privada
El 5 de diciembre de 2024, Vidal fue detenido en su departamento en Recoleta por presunto abuso sexual hacia una menor de 13 años, a la cual contactó por Instagram tiempo antes, y la fue a buscar al colegio el día de su detención, haciéndose pasar por un primo de la menor, y posteriormente la llevó a su departamento.Posteriormente, un concerje del establecimiento declaró que tal conducta de llevar a niñas menores de edad hacia su departamento era frecuente por parte de Vidal.